# دی‌مدیتیاپرامین
دی‌مدیتیاپرامین (به انگلیسی: Dimeditiapramine) با فرمول شیمیایی C۲۶H۳۷NO۸S۲ یک ترکیب شیمیایی با شناسه پاب‌کم ۴۲۱۰۷ است. که جرم مولی آن ۵۵۵٫۷۰۳۸۸ g/mol می‌باشد. 